# 金崙村
22°32′58″N 120°57′01″E / 22.549583°N 120.950189°E
金崙村（排灣語: Kanalung）是臺灣臺東縣太麻里鄉所轄的9個村之一，轄內金崙溫泉風景區係太麻里鄉知名景點，位於金崙溪中下游段，村內包含飛地金峰鄉賓茂村。

## 社區現況
居民務農及觀光業為主，宗教信仰有佛教、天主教、基督教真耶穌教會、長老教會等，並且由眾多的大型家族組成與退伍老兵所組成。尤其在賓茂籃球場上方，住著一位98歲張姓人瑞，日前更是獲頒模範父親。由台9線分割為上下金崙，可由上金崙的方向一路走到賓茂村、溫泉村、歷坵村。值得一提的是，整個金崙村的原住民幾乎都是由排灣族所組成，但在往上金崙的方向"第14鄰"卻全部都是阿美族。
村子本身以溫泉以及美麗的海岸線聞名，其實從發現溫泉的時間點來看，金崙溫泉要比知本溫泉更早興起，但由於缺少宣傳，再者原住民村民較少關切這部分，導致大多觀光客比較常聽到知本溫泉，而不是金崙溫泉。不過近幾年由於金崙村民的大力推廣，可在金崙車站見到大批來自西部的退休人士包車前往金崙溫泉。
本村在金崙大橋通車後因主要行車路線不再經過市區聚落，導致村內觀光人潮大退，更甚至村中唯一的超商業者也因業績受影響曾萌生歇業念頭，鄰近的金崙溫泉飯店業者也受到衝擊，形同觀光客過門不入的窘境；
因此有當地村民發起轉型並成立金崙部落商圈發展協會，近年因分流了趕時間的過路客，反而留下為觀光而來的遊客，再加上新冠肺炎疫情後國內旅遊大爆發與南迴改通車，金崙社區反而在金崙大橋這最美高架橋的助攻下觀光產業瞬間蓬勃，金崙溫泉遊客人潮也回流，也促使部落走向多元的發展。
本村轄有四個台灣原住民部落：
- 金崙 Kanadun：排灣族
- 溫泉 Padrangidrang：排灣族
- 吉拉龍噯 Cilalongay：阿美族
- 大武窟 Davugele：排灣族

## 交通

### 鐵路
- 南迴線金崙車站

### 公路
- 台9線南迴公路

### 客運
- 東台灣客運（原鼎東客運）